# Засекин, Михаил Иванович Чёрный Совка
Князь Михаил Иванович Засекин по прозванию «Чёрный Совка» (Черной Савка) — воевода во времена правления Василия III Ивановича.
Из княжеского рода Засекины. Старший сын родоначальника второй, угасшей княжеской ветви, князя Ивана Ивановича Засекина Большого по прозванию «Бородатый дурак» и внук родоначальника князей Засекиных — князя Ивана Фёдоровича по прозванию «Засека». Имел братьев, князей: Фёдора Ивановича по прозванию «Смелый», Юрия Ивановича и Ивана Ивановича по прозванию «Сосун».

## Биография
В 1502 году участвовал в походе из Ржева на Великое княжество литовское. В 1503 году первый воевода войск левой руки в походе на Лифляндию. В 1508 году второй воевода Сторожевого полка в походе из Великих Лук на Литву.
От брака с неизвестной имел единственного сына, князя Ивана Михайловича Засекина по прозванию «Чулок».